# Melithaea divaricata
Melithaea divaricata is een zachte koraalsoort uit de familie Melithaeidae. De koraalsoort komt uit het geslacht Melithaea. Melithaea divaricata werd in 1859 voor het eerst wetenschappelijk beschreven door Gray. 